# Tchehel Sotoun
 (avril 2022).

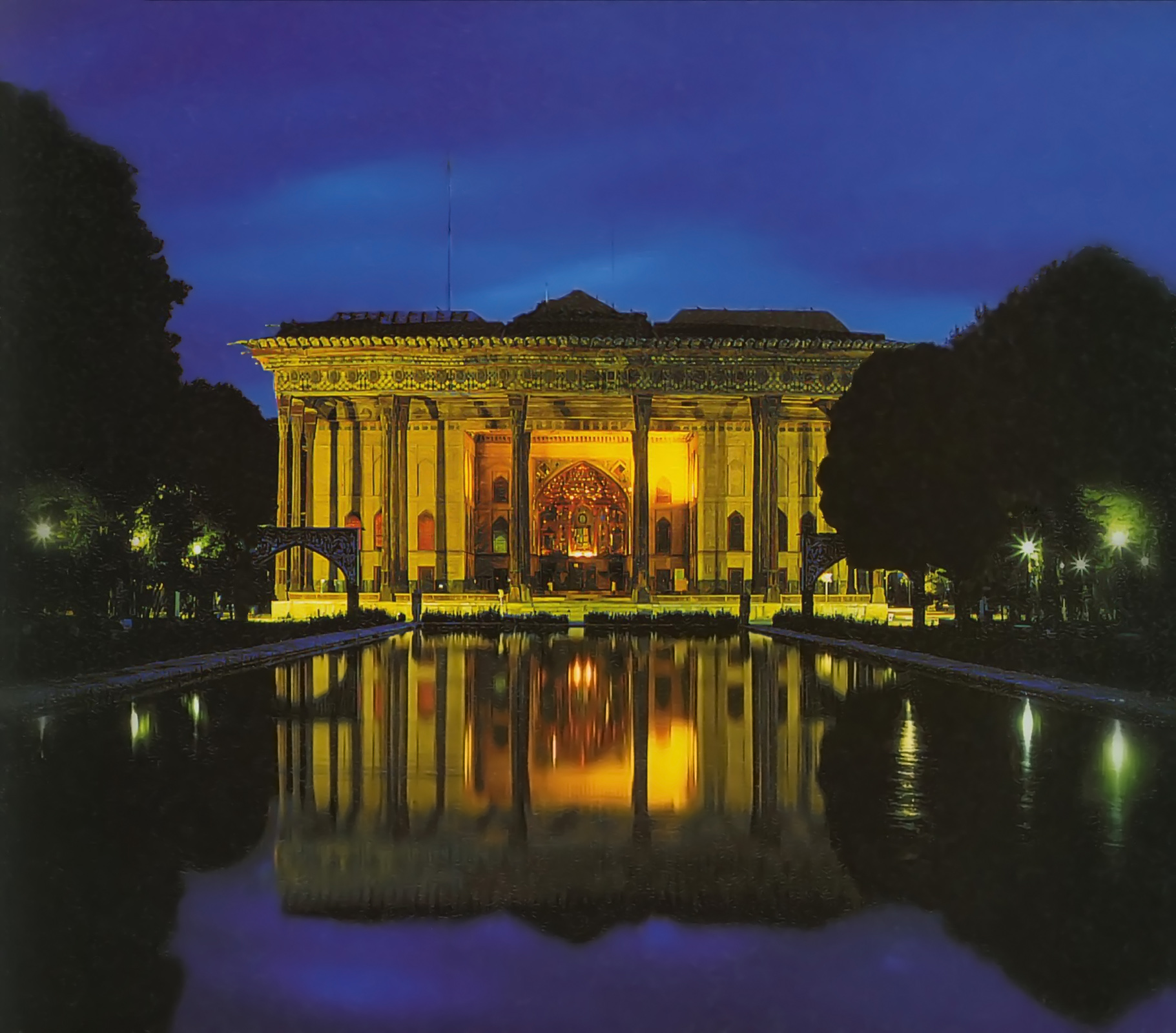

Un Tchehel Sotoun (en persan : چهل ستون, « quarante colonnes ») est un type de palais iranien qui, comme son nom l'indique, présente un grand nombre de colonnes. On n'en trouve cependant pas forcément quarante, ce nombre étant utilisé en persan pour signifier l'abondance. Ainsi, à Qazvin, le tchehel sotoun édifié par shah Tahmasp Ier en présente vingt, qui se reflètent dans un grand bassin.
On connaît des chehel sotoun en Iran, en particulier durant la période safavide. On a déjà mentionné le tchehel sotoun de Qazvin, bâti par shah Tahmasp vers 1556 ; et on a aussi le Tchehel-Sotoun d'Ispahan, construit par shah Abbas II, qui fut terminé en 1647.
On a également construite en Inde moghole, ainsi qu'en Afghanistan, le tchehel Sotoun de Kaboul édifié pour le prince Habib Allah en 1891.